# Atletiek op de Olympische Zomerspelen 1960 – 20 kilometer snelwandelen mannen
De 20 km snelwandelen voor mannen op de Olympische Zomerspelen 1960 vond plaats op donderdag 2 september 1960. De finish bevond zich in het Olympisch Stadion. De wedstrijd werd gewonnen door de Sovjet-Rus Volodymyr Holoebnytsjy in 1:34.07,2.

## Uitslag
| Rang | Atleet                 | Land | Tijd      |
| ---- | ---------------------- | ---- | --------- |
| 1    | Volodymyr Holoebnytsjy | URS  | 1:34.07,2 |
| 2    | Noel Freeman           | AUS  | 1:34.16,4 |
| 3    | Stan Vickers           | GBR  | 1:34.56,4 |
| 4    | Dieter Lindner         | EUA  | 1:35.33,8 |
| 5    | Norman Read            | NZL  | 1:36.59,0 |
| 6    | Lennart Back           | SWE  | 1:37.17,0 |
| 7    | John Ljunggren         | SWE  | 1:37.59,0 |
| 8    | Ladislav Moc           | TCH  | 1:38.32,4 |
| 9    | Alex Oakley            | CAN  | 1:38.46,0 |
| 10   | Eric Hall              | GBR  | 1:38.54,0 |
| 11   | Ronald Crawford        | AUS  | 1:39.16,2 |
| 12   | Henri Delerue          | FRA  | 1:39.37,6 |
| 13   | George Hazle           | RSA  | 1:40.16,2 |
| 14   | Lennart Carlsson       | SWE  | 1:40;25,0 |
| 15   | Tommy Kristensen       | DEN  | 1:41.07,6 |
| 16   | Hannes Koch            | EUA  | 1:41.53,4 |
| 17   | Louis Marquis          | SUI  | 1:41.59,6 |
| 18   | Charles Sowa           | LUX  | 1:42.43,8 |
| 19   | Ron Zinn               | USA  | 1:42.47,0 |
| 20   | Zora Singh             | IND  | 1:43.19,8 |
| 21   | Stefano Serchinich     | ITA  | 1:43.58,6 |
| 22   | Luigi De Rosso         | ITA  | 1:45.04,2 |
| 23   | Bob Mimm               | USA  | 1:45.09,0 |
| 24   | Rudy Haluza            | USA  | 1:45.11,0 |
| 25   | Leo Rosschou           | DEN  | 1:46.35,8 |
| 26   | Gianni Corsaro         | ITA  | 1:46.47,2 |
| 27   | Khalifa Bahrouni       | TUN  | 1:47.09,6 |
| 28   | Naoui Zlassi           | TUN  | 1:55.21,0 |
| —    | Ajit Singh             | IND  | DQ        |
| —    | Anatoly Vedyakov       | URS  | DQ        |
| —    | Mohamed Ben Lazhar     | TUN  | DQ        |
| —    | Gabriel Reymond        | SUI  | DQ        |
| —    | Gennady Solodov        | URS  | DQ        |
| —    | Siegfried Lefanczik    | EUA  | DQ        |
| —    | Tibor Balajcza         | HUN  | DQ        |
| —    | Ken Matthews           | GBR  | DNF       |